# Maurice Delorme (germaniste)
Pour les articles homonymes, voir Maurice Delorme et Delorme.
Maurice Delorme, né à Chavannes-sur-Reyssouze le 27 août 1926 et mort en 1958, est un germaniste et un résistant français, engagé à 17 ans dans les FFI.
Il est l'auteur d'un livre sur Hölderlin et la Révolution française, paru de manière posthume en 1959 à Monaco aux éditions du Rocher.

## Biographie
D'après les informations de l'éditeur de l'ouvrage posthume Hölderlin et la Révolution française (1959) de Maurice Delorme, celui-ci naît en Bresse en 1926. Il s'engage à dix-sept ans dans les FFI. Après la guerre, il se consacre aux études germaniques et obtient son agrégation en 1957. Il meurt prématurément, emporté par « une grave maladie [...] en février 1958 ».

## Hölderlin et la Révolution française(1959)

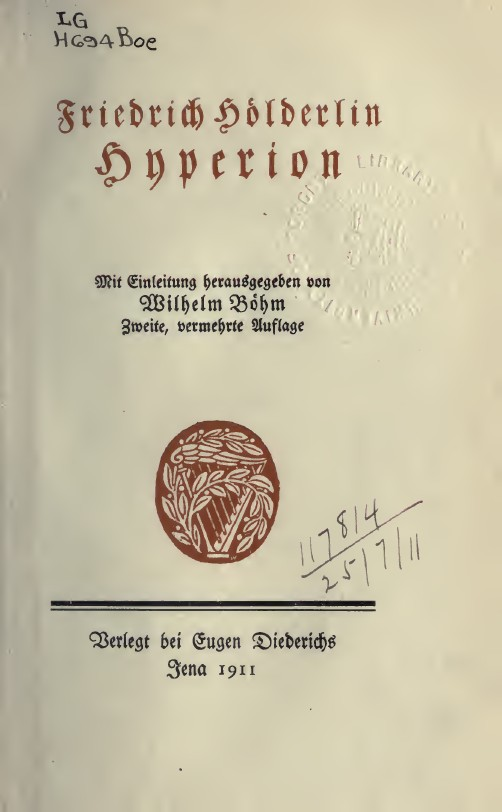
Dans son ouvrage posthume Hölderlin et la Révolution française (1959), l'interprétation par le jeune germaniste Maurice Delorme (1926-1958) du roman Hypérion (1797-1799) s'inscrit dans une vision très politique d'un Hölderlin-Hypérion « révolutionnaire ».

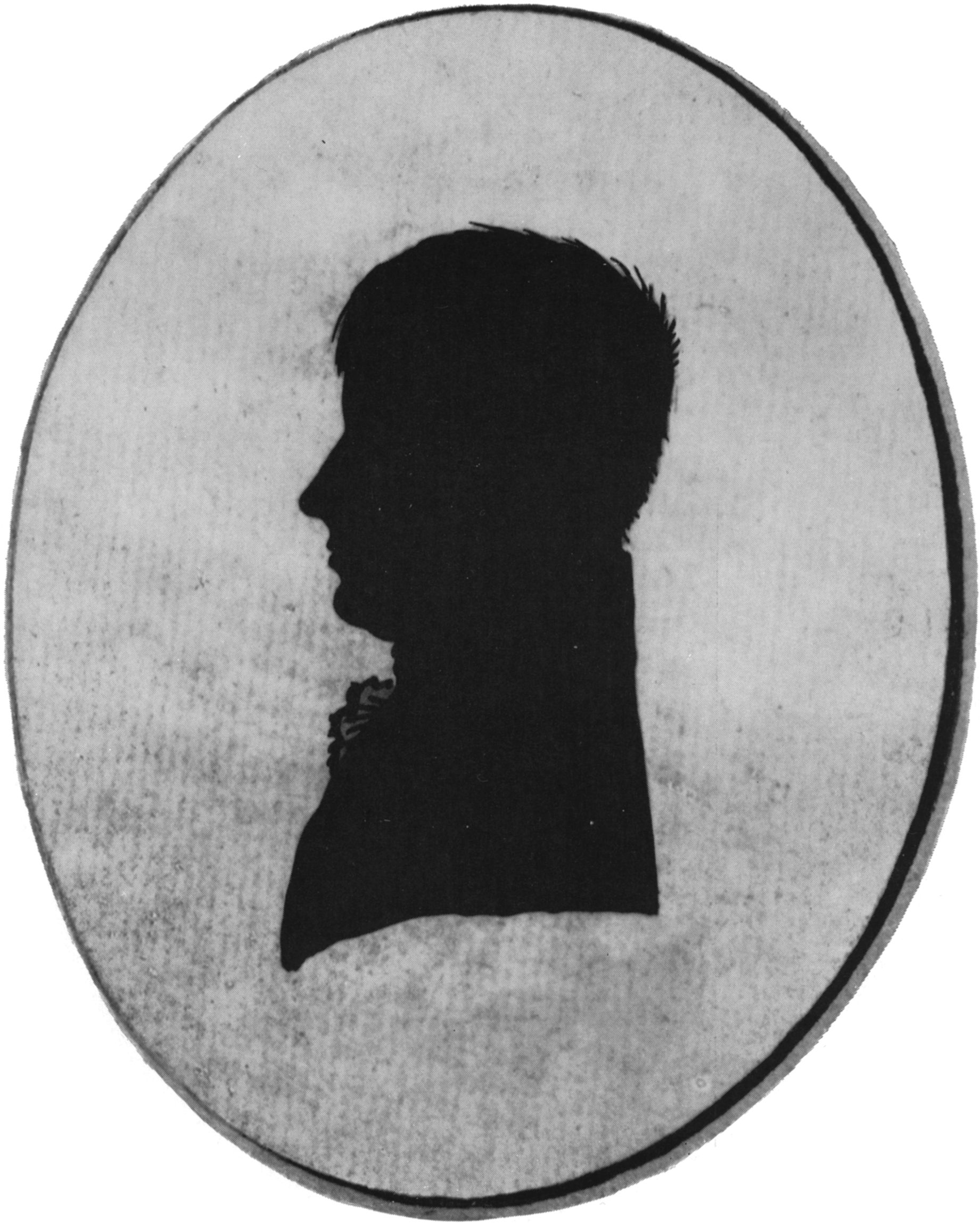
Hölderlin, silhouette 1797.

Selon le germaniste français Lucien Calvié, l'interprétation  par Maurice Delorme de Hypérion (Hyperion oder Der Eremit in Deutschland, 1797-1799), de  Friedrich Hölderlin (1770-1843) s'inscrit dans une « vision très politique de Hölderlin », telle que Pierre Bertaux la propose en 1968-1969, à la suite d'ailleurs du critique marxiste hongrois Georg Lukács, qui la formule dès 1934-1935, et de celle précisément, en 1959, de Delorme . Tandis que pour Lukács, Hyperion serait « l'esquisse d'un roman-citoyen » (der Entwurf eines Citoyen-Romans), Maurice Delorme est d'avis que « le roman pourrait s'appeler : “les Confessions d'un révolutionnaire” », « confessions » (Bekenntnisse) devant être pris au sens de Rousseau, souligne Pierre Bertaux.
Dans l'interprétation du Hypérion de Hölderlin par Delorme, Lucien Calvié considère que « les Grecs de 1770 “représentent” les Allemands des années 1790, les troupes russes “représentent” les troupes françaises en Allemagne et les Turcs ou Ottomans, enfin, “représentent” l’Ancien régime allemand et européen, injuste et oppressif ». Il cite ainsi Delorme : 
« ... on peut voir un symbole dans le fait que ce soit aux compatriotes d’Hypérion (où nous avons plus d’une fois reconnu les Allemands de la fin du XVIIIe siècle) que Hölderlin adresse les critiques visant les révolutionnaires français […]. Hölderlin en avait à la passivité des Allemands qui, n’ayant pas su utiliser la présence des armées révolutionnaires pour faire leur révolution eux-mêmes, ont justifié partiellement l’attitude hostile des soudards français […] »,. Maurice Delorme ajoute : « On entrevoit là un état d’esprit qui a dû être souvent celui de Hölderlin : se mettre au service des Français, purement et simplement, malgré les imperfections flagrantes de leur révolution. » ,.
Chez Maurice Delorme lui-même, quant à la « cohérence » de son interprétation, Lucien Calvié observe un « nouvel aller-retour entre le présent vécu et la référence au passé historique – le résultat de l’expérience politique précoce de Delorme, celle du tout jeune résistant à l’ordre nazi, dit « nouveau », instauré en Allemagne, en France et dans la plus grande partie de l’Europe de 1940 à 1944 ».